# Daigo, Ibaraki
Daigo (大子町 Daigo-machi) là thị trấn thuộc huyện Kuji, tỉnh Ibaraki, Nhật Bản. Tính đến ngày 1 tháng 10 năm 2020, dân số ước tính thị trấn là 15.736 người và mật độ dân số là 48 người/km2. Tổng diện tích thị trấn là 325,8 km2.

## Địa lý

### Đô thị lân cận
- Ibaraki
  - Hitachiōta
  - Hitachiōmiya
- Fukushima
  - Yamatsuri
  - Tanagura
- Tochigi
  - Ōtawara
  - Nakagawa

### Khí hậu
| Dữ liệu khí hậu của Daigo, Ibaraki       | Dữ liệu khí hậu của Daigo, Ibaraki | Dữ liệu khí hậu của Daigo, Ibaraki | Dữ liệu khí hậu của Daigo, Ibaraki | Dữ liệu khí hậu của Daigo, Ibaraki | Dữ liệu khí hậu của Daigo, Ibaraki | Dữ liệu khí hậu của Daigo, Ibaraki | Dữ liệu khí hậu của Daigo, Ibaraki | Dữ liệu khí hậu của Daigo, Ibaraki | Dữ liệu khí hậu của Daigo, Ibaraki | Dữ liệu khí hậu của Daigo, Ibaraki | Dữ liệu khí hậu của Daigo, Ibaraki | Dữ liệu khí hậu của Daigo, Ibaraki | Dữ liệu khí hậu của Daigo, Ibaraki |
| Tháng                                    | 1                                  | 2                                  | 3                                  | 4                                  | 5                                  | 6                                  | 7                                  | 8                                  | 9                                  | 10                                 | 11                                 | 12                                 | Năm                                |
| ---------------------------------------- | ---------------------------------- | ---------------------------------- | ---------------------------------- | ---------------------------------- | ---------------------------------- | ---------------------------------- | ---------------------------------- | ---------------------------------- | ---------------------------------- | ---------------------------------- | ---------------------------------- | ---------------------------------- | ---------------------------------- |
| Cao kỉ lục °C (°F)                       | 17.9 (64.2)                        | 22.5 (72.5)                        | 26.0 (78.8)                        | 31.5 (88.7)                        | 35.5 (95.9)                        | 36.5 (97.7)                        | 38.3 (100.9)                       | 39.0 (102.2)                       | 37.3 (99.1)                        | 32.0 (89.6)                        | 24.3 (75.7)                        | 24.1 (75.4)                        | 39.0 (102.2)                       |
| Trung bình ngày tối đa °C (°F)           | 8.2 (46.8)                         | 9.3 (48.7)                         | 12.9 (55.2)                        | 18.5 (65.3)                        | 23.5 (74.3)                        | 26.2 (79.2)                        | 29.9 (85.8)                        | 31.3 (88.3)                        | 27.1 (80.8)                        | 21.3 (70.3)                        | 15.7 (60.3)                        | 10.5 (50.9)                        | 19.5 (67.2)                        |
| Trung bình ngày °C (°F)                  | 0.6 (33.1)                         | 1.8 (35.2)                         | 5.4 (41.7)                         | 10.9 (51.6)                        | 16.2 (61.2)                        | 20.1 (68.2)                        | 23.9 (75.0)                        | 24.9 (76.8)                        | 21.0 (69.8)                        | 14.8 (58.6)                        | 8.3 (46.9)                         | 2.8 (37.0)                         | 12.6 (54.6)                        |
| Tối thiểu trung bình ngày °C (°F)        | −5.1 (22.8)                        | −4.2 (24.4)                        | −1.0 (30.2)                        | 4.2 (39.6)                         | 10.2 (50.4)                        | 15.6 (60.1)                        | 20.0 (68.0)                        | 20.9 (69.6)                        | 16.9 (62.4)                        | 10.2 (50.4)                        | 2.9 (37.2)                         | −2.7 (27.1)                        | 7.3 (45.2)                         |
| Thấp kỉ lục °C (°F)                      | −15.6 (3.9)                        | −14.0 (6.8)                        | −11.0 (12.2)                       | −6.0 (21.2)                        | −0.6 (30.9)                        | 5.6 (42.1)                         | 10.3 (50.5)                        | 11.3 (52.3)                        | 4.6 (40.3)                         | −1.7 (28.9)                        | −6.2 (20.8)                        | −10.8 (12.6)                       | −15.6 (3.9)                        |
| Lượng Giáng thủy trung bình mm (inches)  | 38.9 (1.53)                        | 42.7 (1.68)                        | 92.1 (3.63)                        | 115.8 (4.56)                       | 134.0 (5.28)                       | 148.0 (5.83)                       | 203.6 (8.02)                       | 187.7 (7.39)                       | 197.8 (7.79)                       | 163.3 (6.43)                       | 75.6 (2.98)                        | 43.3 (1.70)                        | 1.451,3 (57.14)                    |
| Số ngày giáng thủy trung bình (≥ 1.0 mm) | 4.5                                | 5.2                                | 9.1                                | 10.6                               | 11.8                               | 12.7                               | 14.4                               | 11.4                               | 12.0                               | 10.5                               | 6.9                                | 4.6                                | 113.7                              |
| Số giờ nắng trung bình tháng             | 201.7                              | 187.3                              | 198.6                              | 196.0                              | 186.9                              | 133.7                              | 133.8                              | 157.6                              | 128.4                              | 144.3                              | 160.6                              | 184.2                              | 2.011,8                            |
| Nguồn: Cục Khí tượng Nhật Bản            |                                    |                                    |                                    |                                    |                                    |                                    |                                    |                                    |                                    |                                    |                                    |                                    |                                    |